# Knecht (Schifffahrt)
Der Knecht ist ein Begriff aus der Segelschifffahrt. Es handelt sich dabei um ein circa 120 cm langes und etwas über 20 cm starkes Vierkantholz, das innen an der Bordwand eines Segelschiffes vertikal festgemacht ist. Dabei wird es meistens durch die Decksplanken in das darunter liegende Deck geführt. Er dient zum Durchscheren (durchführen) und Belegen von Fallen oder Schoten. Für diesen Zweck hat er ein Scheibengatt und einen Belegkopf.
Bei ein- und zweimastigen Schiffen wird der Knecht in der Regel horizontal angebracht und hat meistens zwei Scheibengatts.

## Quelle
Klaus Schrage: Rundhölzer, Tauwerk & Segel Koehlerverlag Herford 1989, ISBN 3-7822-0451-4